# Jean Antonietti
Jean Joseph Antonietti (Den Haag, 28 januari 1915 – Gronsveld, 16 oktober 1994) was een Nederlands pianist en muziekpedagoog.
Hij was zoon van Neeltje Johanna Houtzager en bouwkundig tekenaar Johannes Petrus Albertus Antonietti. Hijzelf was in 1941 getrouwd met Ina Boswinkel, na haar overlijden in 1971 raakte hij langdurig bevriend met Henriëtte Pluijmackers (geliefde vriendin).
Hij kreeg zijn opleiding van Bernard Tabbernal, hij speelde in 1930 tijdens een leerlingenavond in Delft. Ook in 1932 studeerde hij nog bij Tabbernal, want ook dan soleerde hij tijdens een leerlingenavond. De Avondpost omschreef het als “veel belovend”. Hij was kort daarop voor de Nederlandse Radio te horen. Verdere studies vonden plaats bij Frederic Lamond.
In 1934 was hij solist bij het Residentie Orkest onder leiding van Ignaz Neumark in de Scheveningse Kurzaal. Hij soleerde bij de meeste Nederlandse symfonieorkesten, zo ook in december 1951 bij het Koninklijk Concertgebouworkest onder leiding van Eduard van Beinum in het Pianoconcert nr. 3 van Ludwig van Beethoven.
Hij werd daarna eigenlijk meer bekend als kamermuzikant met begeleidingswerk en een vast duo met violist Johanna Martzy, begeleidde cellist Tibor Machula en zangeres Elisabeth Schwarzkopf.
Naast de kamermuziek en recitals, onder meer voor VARA-radio waar hij hoofd van de muziekafdeling was, werd hij bekend vanaf eind jaren vijftig bekend als pedagoog aan het Conservatorium van Amsterdam, het Conservatorium Maastricht en het Conservatorium van Tilburg. Hij nam ook wel zitting in jury’s bij pianoconcoursen.
Op 23 september 1945 gaf Antonietti de wereldpremière van de Acht bagatellen van de dan jonge componist Harriman; plaats van handeling was zaal Diligentia. Harriman, die geboren zou zijn in 1920 werd als compleet onbekende componist geprogrammeerd tussen werken van Antonio Vivaldi, Wolfgang Amadeus Mozart, Paul Hindemith, Robert Schumann, Johannes Brahms en Frédéric Chopin. Nadat er bewonderend was gerecenseerd was, bleek Antonietti het stuk verzonnen te hebben; hij zat even te improviseren.
Jean Antonietti bleef optreden tot in de vroege jaren negentig.
- Bibliothèque nationale de France: cb138172263 (data)
- CiNii: DA12596542
- Gemeinsame Normdatei: 134901932
- International Standard Name Identifier: 0000 0000 3880 876X
- Library of Congress Control Number: no92029749
- Nationale Bibliotheek van Israël: 987007417492505171
- Nationale en Universitaire bibliotheek Zagreb: 000683543
- Système universitaire de documentation: 256832161
- Virtual International Authority File: 54330921